# SECR-Klasse N
Die Klasse N war eine Baureihe von 80 Schlepptenderlokomotiven der South Eastern and Chatham Railway (SECR), die nach der Reorganisation der britischen Eisenbahngesellschaften von der Southern Railway (SR) nachgebaut wurde. Die leichte, leistungsfähige Mehrzwecklokomotiven konnte sowohl im Personenverkehr als auch vor schnellen Güterzügen eingesetzt werden. Die erste Lokomotive mit der Nr. 810 wurde während des Ersten Weltkriegs gebaut, während die restlichen nach dem Krieg gebaut wurden. Der Entwurf der Lokomotive der Bauart 1’C h2 stammt von Richard Maunsell, dem Chief Mechanical Engineer (CME) der SECR. Die Lokomotiven bewährten sich während ihrer Einsatzzeit und waren wegweisend für künftige Entwicklungen des Lokomotivbaus im Vereinigten Königreich. Sie bildeten die Grundlage für weitere ähnliche Baureihen. Auch nach dem Zweiten Weltkrieg waren die Lokomotiven der Klasse N bei British Railways im Einsatz und wurden erst in den 1960er Jahren ausgemustert.

## Geschichte

### Entwicklung
Die Verkehrsabteilung der SECR forderte leistungsstärkere Lokomotiven, die flexibler einsetzbar waren, sodass sie je nach Bedarf auch im Personenverkehr eingesetzt werden konnten. Mit der Pensionierung von Harry Wainwright im Jahr 1913 kam es unter der Leitung von Maunsell zu einer umfassenden Umorganisation der Lokomotivabteilung der SECR. Sein Ziel war es, die aus der viktorianischen Zeit stammenden 2’B- und C-Lokomotiven abzulösen, die dem steigenden Verkehrsaufkommen nicht mehr gewachsen waren. Maunsell sah sich jedoch eingeschränkter Möglichkeiten gegenüber, da die leicht gebauten Gleise der SECR das Gesamtgewicht und die Achslasten limitierten. In diesem Zusammenhang orientierte er sich an den neuesten Entwicklungen von Churchward bei der der Great Western Railway (GWR), von der er Harry Holcroft abgeworben hatte. Dadurch konnte Maunsell innovative Ansätze in die Gestaltung der neuen Lokomotiven einbringen.
Trotz der gravierenden Einschränkungen bei den Entwicklungsarbeiten aufgrund der Kriegsbedingungen gelang es Maunsell und seinem Team während des Ersten Weltkriegs, zwei neue Lokomotiven zu bauen, die sich als Grundlage für zahlreiche spätere Neukonstruktionen erwiesen. Dabei handelte es sich um die erste Lokomotive der weniger erfolgreiche Klasse K mit der Nummer 790 sowie um die erste Lokomotive der Klasse N mit der Nummer 810.
Beide Lokomotiven verwendeten den gleichen Dampfkessel, der sich durch einen konischen Kesselschuss vor dem Stehkessel auszeichnete. Diese Bauweise stammt ursprünglich von der Great Western Railway (GWR) und wurde von Holcroft in den Entwurf integriert, ebenso wie die langhubigen Kolbenschieber mit langen Ein- und Ausströmöffnungen.

### Los von der SECR
Obwohl die Klasse N bereits 1914 entworfen wurde, wurde ihre Einführung durch den Ersten Weltkrieg erheblich verzögert. Der Prototyp mit der Nummer 810 wurde erst 1917 in Dienst gestellt. Aufgrund der Kriegsarbeiten und eines Rückstaus bei den Reparaturen dauerte es bis 1920, bis die nächste Maschine gebaut wurde. Bis Ende 1923 war die Baureihe auf 15 Lokomotiven angewachsen. Die Lokomotiven trugen die Nummern 810 bis 824 und erhielten beim Übergang zur SR ein führendes A, sodass sie als A810 bis A824 bezeichnet wurden. Unmittelbar nach der Übernahme erhielten sie den salbeigrünen Anstrich, der von Robert Urie bei der London and South Western Railway (LSWR) eingeführt wurde. Erst ab 1931 ließ Maunsell die Lokomotiven wieder in Olivgrün streichen.

### Los aus Teilen von Royal Arsenal
Schon am Ende des Ersten Weltkriegs wurde die Verstaatlichung der Eisenbahngesellschaften in Großbritannien angestrebt. Die Regierung hatte sich bereits für die N-Klasse der SECR als Standardlokomotive entschieden und bestellte hundert Lokomotiven beim Rüstungsbetrieb Royal Arsenal in Woolwich. Diese Bestellung war Teil eines Arbeitsbeschaffungsprogramm für die Rüstungsindustrie, da nach dem Krieg wo keine Waffen mehr benötigt wurden.
Im Jahr 1921 wurde die Verstaatlichung jedoch zugunsten der Bildung der großen vier Bahngesellschaften aufgegeben. Am 1. Januar 1923 fusionierte die SECR mit der London and South Western Railway (LSWR), der London, Brighton and South Coast Railway (LBSCR) sowie anderen unabhängigen kleineren Linien zur Southern Railway (SR). Richard Maunsell wurde zum Chief Mechanical Engineer (CME) der fusionierten Organisation ernannt.
In der Zwischenzeit verlief die Arbeit in Woolwich alles andere als planmäßig. Da die Mitarbeiter eher auf die Herstellung von Waffen als auf die Produktion von Lokomotiven spezialisiert waren, hatten sie Schwierigkeiten, die erste Lokomotive zum Laufen zu bringen und benötigten Unterstützung von den SR-Werkstätten in Ashford. Während die Kosten und Verzögerungen immer weiter anstiegen, entwickelten die neu gegründeten Eisenbahngesellschaften ihre eigenen Lokomotiven ohne Berücksichtigung der Produktion bei Royal Arsenal.
Die Arbeiten in Woolwich wurden schließlich eingestellt, und etwa 100 Lokomotiven, die sich in verschiedenen Fertigstellungsstadien befanden, wurden der George Cohen and Armstrong Disposal Corporation zur Verwertung übergeben. Die Southern Railway erwarb 1924 Teile für fünfzig Lokomotiven zu einem stark reduzierten Preis. Diese wurden zwischen Juni desselben Jahres und August 1925 in den bahneigenen Werkstätten in Ashford zusammengebaut.
Von den 50 Lokomotiven, die aus Teilen des Royal Arsenal gefertigt wurden, kamen 47 in der Western Region der SR zum Einsatz. Sie waren dem Depot Exmouth Junction bei Exeter zugeteilt und wurden auf den hügeligen Strecken westlich von der Stadt eingesetzt. Während ihrer Dienstzeit erhielten die in Woolwich gefertigten Lokomotiven der N-Klasse den Spitznamen Woolworths oder Woolies, was sich auf ihre Herkunft aus Woolwich und ihren niedrigen Anschaffungspreis bezog – eine Anspielung auf den Detailhändler Woolworth.
Anfangs hatten die Woolies keinen guten Ruf, weil sie unzuverlässig waren. Dies war vor allem auf die mangelhafte Verarbeitung bei Royal Arsenal und die Tatsache zurückzuführen, dass sie auf Strecken der ehemaligen London and South Western Railway (LSWR) eingesetzt wurden, die weit von Ashford entfernt waren, sodass sie von diesem Standort keine Unterstützung erhielten. Mit der Zeit erwarben sich die Lokomotiven jedoch den Respekt des Personals, das ihre gute Dampfentwicklung, Leistung und Vielseitigkeit zu schätzen lernte.
Die übrigen von Royal Arsenal gebauten Teilesätze wurden wie folgt verkauft:
- 12 Sätze gingen an die Midland Great Western Railway (MGWR) in Irland. Sie wurden in den bahneigenen Broadstone -Werkstätten in Dublin montiert. Die erste Lokomotive wurde noch als Nr. 49 an die MGWR abgeliefert, die restlichen wurden erst fertiggestellt, nachdem die MGWR bereits von der Great Southern Railways (GSR) übernommen worden war. Die Lokomotiven wurden von der GSR in die Klasse 372, auch Klasse K1 genannt, eingeordnet.
- 15 Sätze kaufte die GSR, von welchen 14 montiert wurden und der letzte für Ersatzteile behalten wurde. Die ersten acht Lokomotiven wurden in die Klasse 372 eingeordnet, die übrigen sechs erhielten größere Triebräder und wurden der Klasse 393, auch Klasse K1a genannt, eingeordnet.
- 6 Sätze gingen an die Metropolitan Railway, die sie für den Bau der Tenderlokomotiven der K-Klasse für den Güterverkehr verwendeten
- 17 Sätze kaufte Southern Railway für den Bau von weiteren Lokomotiven, unter anderem der W-Klasse.[5]

### Los von Southern Railway
Ab 1928 führte die SR ein neues Nummerierungssystem ein, bei dem bei allen Lokomotiven der Klasse N eine 1 der bestehenden Nummer vorangestellt wurde. In den Jahren 1932 bis 1934 wurde die Klasse N durch eine dritte und letzte Bestellung von 15 Lokomotiven auf insgesamt 80 Lokomotiven erweitert. Dieses letzte Los beinhaltete mehrere kleinere Konstruktionsänderungen, die auch bei den bereits im Einsatz befindlichen Lokomotiven der N-Klasse nachgerüstet wurden. So wurden bei den Zylindern die vorderen Durchführungen der Kolbenstangen entfernt und an deren Stelle Trittstufen angebracht. Darüber hinaus wurden den Lokomotiven Windleitbleche angefügt, um Rauch und Dampf vom Führerhaus fernzuhalten. Nach 1939 wurden die Lokomotiven nach Revisionen oder größeren Reparaturen schwarz gestrichen. Am Ende des Zweiten Weltkriegs waren alle Lokomotiven in einem schwarzen Anstrich gehalten.
Unter British Railways wurde 1948 den Southern Railway-Nummern eine 3 vorangestellt. In den 1950er Jahren wurden bei einigen Lokomotiven, deren Zylinderblöcke abgenutzt waren, neue Standardzylinderblöcke von British Railways eingebaut. Dazu war eine Anpassung des vorderen Rahmenteils erforderlich. Diese Lokomotiven erhielten zudem neue Blasrohre und Schornsteine.

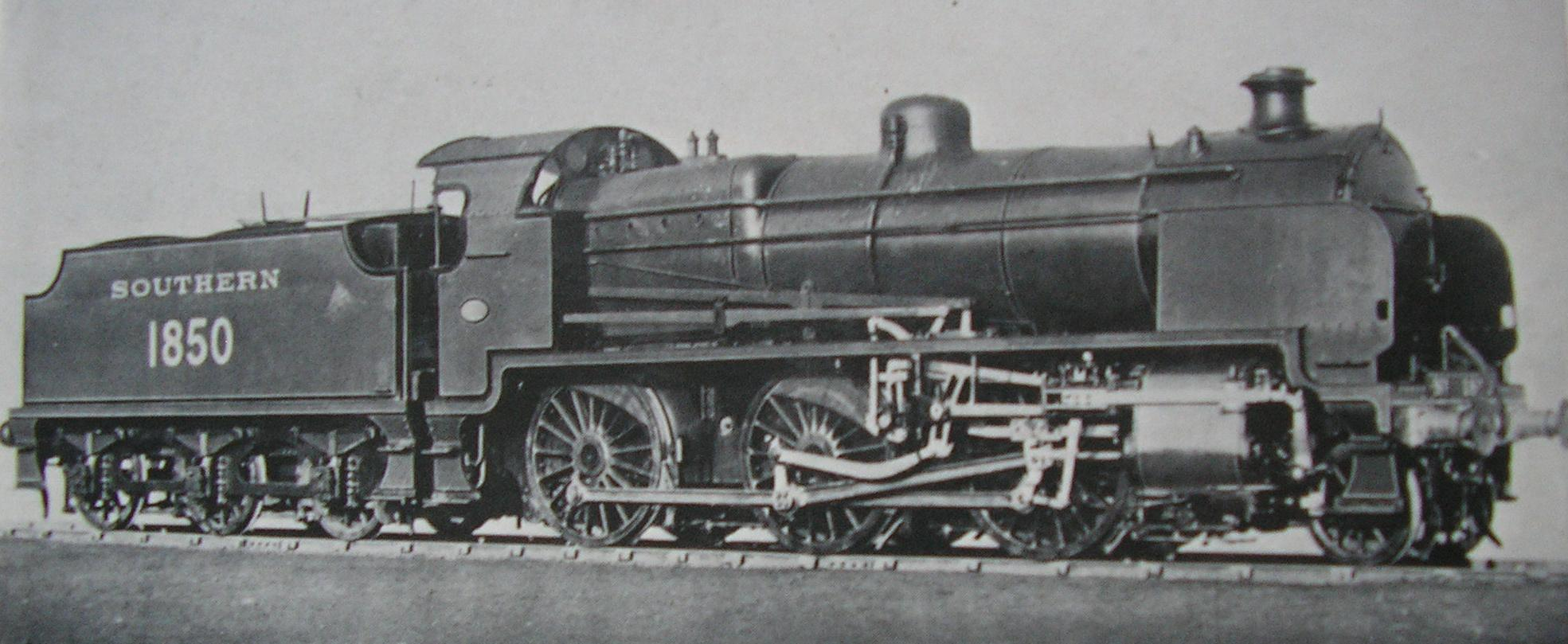
Nr. 1850 mit Windleitblechen und vorderen Trittstufen

### Ausmusterung und Erhalt
Zwischen 1962 und 1966 wurden alle Lokomotiven der Klasse N ausrangiert. Die im Jahr 1964 ausgemusterte Lokomotive mit der Nummer 31874 ist jedoch erhalten geblieben. Sie wurde in den Jahren 1974 bis 1977 bei der Mid-Hants Railway betriebsfähig aufgearbeitet und trug den Namen Brian Fisk. Nach einer Revision im Jahr 1981 blieb die Lokomotive bis 1997 im Dienst der Museumsbahn, als sie aufgrund von Schäden an der Feuerbüchse abgestellt wurde.
Im Jahr 2014 kam die Lokomotive zur Swanage Railway, wo sie erneut aufgearbeitet werden sollte. Der bei Northern Steam Engineering aufgearbeitete Kessel wurde jedoch für die Aufarbeitung der Lokomotive 31806 der U-Klasse verwendet, sodass die 31874 immer noch nicht fertiggestellt werden konnte, obwohl der Rahmen der Lokomotive bereits wieder auf die Radsätze gesetzt worden war.

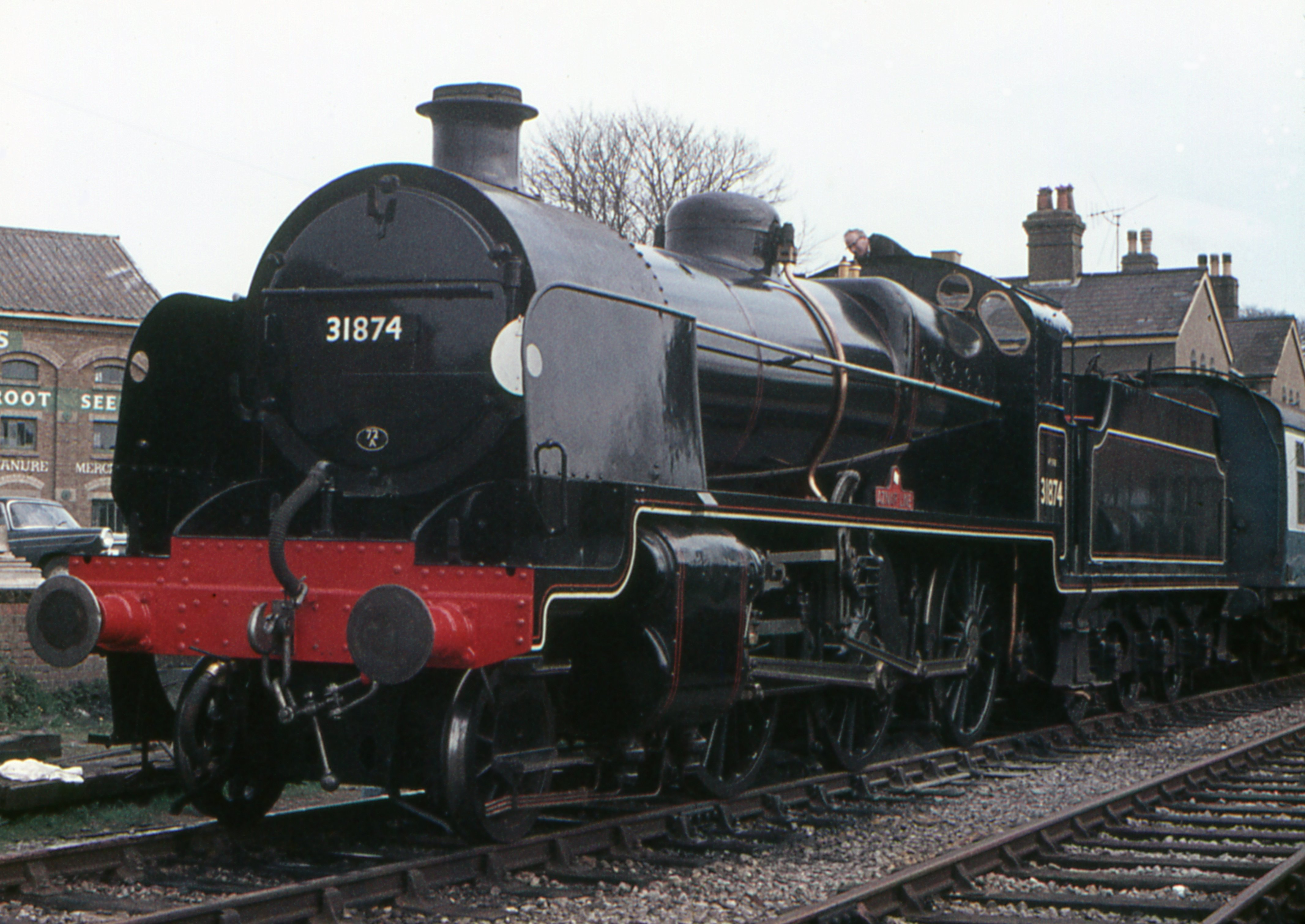
British Railways Nr. 31874, erhalten bei der Swanage Railway

## Technik
Die Lokomotiven wiesen viele Gemeinsamkeiten mit den 1’C2’ h2-Tenderlokomotiven der Klasse K auf. Triebwerke, Zylinderblöcke und Kessel waren identisch, jedoch hatten sie im Vergleich zur K-Klasse kleinere Triebräder. Die vordere Bisselachse verfügte über die gleichen Räder wie die Laufachsen der Klasse K. Der Kessel hatte mit 13,8 bar für die damalige Zeit einen hohen Kesseldruck. Er war mit einer Belpaire-Feuerbüchse versehen.  Das Dampfsammelrohr befand sich über der Vorderkante der Feuerbüchse, weshalb der Kesselschuss vor dem Stehkessel konisch ausgeführt wurde. Der Dom auf dem Kessel diente dem Kesselspeiseventil, nicht der Dampfsammlung. Die Steuerung war nach Walschearts ausgeführt und wie die beiden Zylinder außen angeordnet. Die Lokomotive bildete die Grundlage für die Dreizylindervariante der Klasse N1.

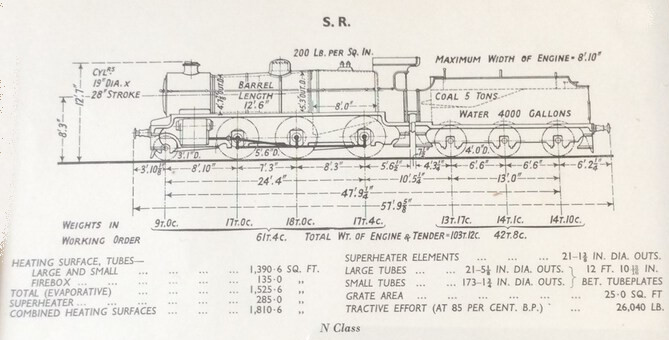
Zeichnung der SECR-Klasse N

## Nummernlliste
| SECR- oder SR-Nummer bei Ablieferung | SR-Nummer ab 1928 | BR-Nummer | Hersteller                 | Baujahr | Ausmusterung |
| ------------------------------------ | ----------------- | --------- | -------------------------- | ------- | ------------ |
| 810                                  | 1810              | 31810     | Ashford                    | 1917    | 1964         |
| 811                                  | 1811              | 31811     | Ashford                    | 1920    | 1965         |
| 812                                  | 1812              | 31812     | Ashford                    | 1920    | 1964         |
| 813                                  | 1813              | 31813     | Ashford                    | 1920    | 1963         |
| 814                                  | 1814              | 31814     | Ashford                    | 1920    | 1964         |
| 815                                  | 1815              | 31815     | Ashford                    | 1920    | 1963         |
| 816                                  | 1816              | 31816     | Ashford                    | 1922    | 1966         |
| 817                                  | 1817              | 31817     | Ashford                    | 1922    | 1964         |
| 818                                  | 1818              | 31818     | Ashford                    | 1922    | 1963         |
| 819                                  | 1819              | 31819     | Ashford                    | 1922    | 1964         |
| 820                                  | 1820              | 31820     | Ashford                    | 1922    | 1963         |
| 821                                  | 1821              | 31821     | Ashford                    | 1922    | 1964         |
| 823                                  | 1823              | 31823     | Ashford                    | 1923    | 1963         |
| 824                                  | 1824              | 31824     | Ashford                    | 1923    | 1963         |
| A825                                 | 1825              | 31825     | Ashford                    | 1923    | 1963         |
| A826                                 | 1826              | 31826     | Woolwich Arsenal / Ashford | 1924    | 1963         |
| A827                                 | 1827              | 31827     | Woolwich Arsenal / Ashford | 1924    | 1964         |
| A828                                 | 1828              | 31828     | Woolwich Arsenal / Ashford | 1924    | 1964         |
| A829                                 | 1829              | 31829     | Woolwich Arsenal / Ashford | 1924    | 1964         |
| A830                                 | 1830              | 31830     | Woolwich Arsenal / Ashford | 1924    | 1964         |
| A831                                 | 1831              | 31831     | Woolwich Arsenal / Ashford | 1924    | 1965         |
| A832                                 | 1832              | 31832     | Woolwich Arsenal / Ashford | 1924    | 1964         |
| A833                                 | 1833              | 31833     | Woolwich Arsenal / Ashford | 1924    | 1964         |
| A834                                 | 1834              | 31834     | Woolwich Arsenal / Ashford | 1924    | 1964         |
| A835                                 | 1835              | 31835     | Woolwich Arsenal / Ashford | 1924    | 1964         |
| A836                                 | 1836              | 31836     | Woolwich Arsenal / Ashford | 1924    | 1963         |
| A837                                 | 1837              | 31837     | Woolwich Arsenal / Ashford | 1924    | 1964         |
| A838                                 | 1838              | 31838     | Woolwich Arsenal / Ashford | 1924    | 1964         |
| A839                                 | 1839              | 31839     | Woolwich Arsenal / Ashford | 1924    | 1963         |
| A840                                 | 1840              | 31840     | Woolwich Arsenal / Ashford | 1924    | 1964         |
| A841                                 | 1841              | 31841     | Woolwich Arsenal / Ashford | 1924    | 1964         |
| A842                                 | 1842              | 31842     | Woolwich Arsenal / Ashford | 1924    | 1965         |
| A843                                 | 1843              | 31843     | Woolwich Arsenal / Ashford | 1924    | 1964         |
| A844                                 | 1844              | 31844     | Woolwich Arsenal / Ashford | 1924    | 1963         |
| A845                                 | 1845              | 31845     | Woolwich Arsenal / Ashford | 1924    | 1964         |
| A846                                 | 1846              | 31846     | Woolwich Arsenal / Ashford | 1925    | 1964         |
| A847                                 | 1847              | 31847     | Woolwich Arsenal / Ashford | 1925    | 1963         |
| A848                                 | 1848              | 31848     | Woolwich Arsenal / Ashford | 1925    | 1964         |
| A849                                 | 1849              | 31849     | Woolwich Arsenal / Ashford | 1925    | 1964         |
| A850                                 | 1850              | 31850     | Woolwich Arsenal / Ashford | 1925    | 1964         |
| A851                                 | 1851              | 31851     | Woolwich Arsenal / Ashford | 1925    | 1963         |
| A852                                 | 1852              | 31852     | Woolwich Arsenal / Ashford | 1925    | 1963         |
| A853                                 | 1853              | 31853     | Woolwich Arsenal / Ashford | 1925    | 1964         |
| A854                                 | 1854              | 31854     | Woolwich Arsenal / Ashford | 1925    | 1964         |
| A855                                 | 1855              | 31855     | Woolwich Arsenal / Ashford | 1925    | 1964         |
| A856                                 | 1856              | 31856     | Woolwich Arsenal / Ashford | 1925    | 1964         |
| A857                                 | 1857              | 31857     | Woolwich Arsenal / Ashford | 1925    | 1964         |
| A858                                 | 1858              | 31858     | Woolwich Arsenal / Ashford | 1925    | 1965         |
| A859                                 | 1859              | 31859     | Woolwich Arsenal / Ashford | 1925    | 1964         |
| A860                                 | 1860              | 31860     | Woolwich Arsenal / Ashford | 1925    | 1963         |
| A861                                 | 1861              | 31861     | Woolwich Arsenal / Ashford | 1925    | 1963         |
| A862                                 | 1862              | 31862     | Woolwich Arsenal / Ashford | 1925    | 1965         |
| A863                                 | 1863              | 31863     | Woolwich Arsenal / Ashford | 1925    | 1963         |
| A864                                 | 1864              | 31864     | Woolwich Arsenal / Ashford | 1925    | 1964         |
| A865                                 | 1865              | 31865     | Woolwich Arsenal / Ashford | 1925    | 1963         |
| A866 *                               | 1866              | 31866     | Woolwich Arsenal / Ashford | 1925    | 1966         |
| A867                                 | 1867              | 31867     | Woolwich Arsenal / Ashford | 1925    | 1963         |
| A868                                 | 1868              | 31868     | Woolwich Arsenal / Ashford | 1925    | 1964         |
| A869                                 | 1869              | 31869     | Woolwich Arsenal / Ashford | 1925    | 1964         |
| A870                                 | 1870              | 31870     | Woolwich Arsenal / Ashford | 1925    | 1964         |
| A871                                 | 1871              | 31871     | Woolwich Arsenal / Ashford | 1925    | 1963         |
| A872                                 | 1872              | 31872     | Woolwich Arsenal / Ashford | 1925    | 1963         |
| A873                                 | 1873              | 31873     | Woolwich Arsenal / Ashford | 1925    | 1966         |
| A874                                 | 1874              | 31874     | Woolwich Arsenal / Ashford | 1925    | 1964         |
| A875                                 | 1875              | 31875     | Woolwich Arsenal / Ashford | 1925    | 1964         |
|                                      | 1400              | 31400     | Ashford                    | 1932    | 1964         |
|                                      | 1401              | 31401     | Ashford                    | 1932    | 1965         |
|                                      | 1402              | 31402     | Ashford                    | 1932    | 1963         |
|                                      | 1403              | 31403     | Ashford                    | 1932    | 1963         |
|                                      | 1404              | 31404     | Ashford                    | 1932    | 1963         |
|                                      | 1405              | 31405     | Ashford                    | 1932    | 1966         |
|                                      | 1406              | 31406     | Ashford                    | 1933    | 1964         |
|                                      | 1407              | 31407     | Ashford                    | 1933    | 1963         |
|                                      | 1408              | 31408     | Ashford                    | 1933    | 1966         |
|                                      | 1409              | 31409     | Ashford                    | 1933    | 1962         |
|                                      | 1410              | 31410     | Ashford                    | 1933    | 1964         |
|                                      | 1411              | 31411     | Ashford                    | 1933    | 1966         |
|                                      | 1412              | 31412     | Ashford                    | 1933    | 1964         |
|                                      | 1413              | 31413     | Ashford                    | 1934    | 1964         |
|                                      | 1414              | 31414     | Ashford                    | 1934    | 1962         |